# Список бухт полуострова Трудный
Полуостров Трудный с западной стороны омывается водами залива Находка, с восточной незначительно — водами залива Восток, значительная часть восточного побережья (к югу от мыса Подосёнова до мыса Попова) является участком открытого берега залива Петра Великого Японского моря. Множество бухточек безымянны.
Берега бухты Литовка, входящей в неё бухточки пади Елизарова и северной части бухты «Лебединое озеро» расположены на территории Партизанского района, все остальные — на территории Находкинского городского округа.
| Название | Китайское название | Изображение | Расположение                                                                                            | Берега |
| --- | --- | ----------- | --- | --- |
| Литовка | Таудеми, Таодеми — название бухты до 1972 года. Образовано из двух компонентов — «тао» от слова «да» — большой и тунгусо-маньчжурского гидронима «деми».                                                                                    |             | Залив Восток. Между мысом бухты Восток и мысом Елизарова.                                               | К югу от устья реки Литовки берег бухты возвышенный с узким пляжем из мелкого камня.                                                                                   |
| «Лебединое озеро» | Тапауза (название приводится краеведом Мараткановым): от китайского да — «большой», по — «озеро», цзы — суффикс, то есть Дапоцзы — «Большое озеро».                                                                                         |             | Залив Восток, к северо-востоку от мыса Подосёнова.                                                      | Песчаный берег. |
| Подосёнова | Большой Тихангоу — название бухты до 1972 года. Образовано компонентами: «да» — большой, «хань» — сухой, «гоу» — падь. «Даханьгоу» — Большая сухая падь. Переименована по рядом расположенному мысу Подосёнова.                             |             | Участок открытого берега залива Петра Великого. Между мысом Подосёнова на севере и мысом Козина на юге. | На берегу бухты узкий галечный пляж. Посёлок Приисковый. |
| Козина | Малый Тихангоу — название бухты до 1972 года. Переименована по рядом расположенному мысу Козина. |             | Участок открытого берега залива Петра Великого.                                                         | На берегу бухты широкий песчаный пляж «Золотари». |
| Безымянная бухточка к юго-востоку от бухты Козина                                                                                | |             | Участок открытого берега залива Петра Великого.                                                         | |
| Безымянная бухта в 800 м к северу от бухты Отрада                                                                                | |             | Участок открытого берега залива Петра Великого.                                                         | На прибрежной полосе до 10 м каменная платформа, покрытая валунами, щебнем, галькой с выходом коренных пород.                                                          |
| Безымянная бухточка к северу от бухты Отрада                                                                                     | |             | Участок открытого берега залива Петра Великого.                                                         | |
| Отрада | Чузгова (Чазгоу), Малый Юзгол — название бухты до 1972 года: от «чу» — ручьи, суффикса «цзы» и «гоу» — падь, то есть Ручейная падь. |             | Участок открытого берега залива Петра Великого.                                                         | На восточном берегу бухты расположен песчаный пляж «105-й». |
| Прозрачная | Уйэгова, Уйэгоу, Большой Юзгол: от китайского «юэ» — краб и «гоу» — падь, то есть Крабовая падь. |             | Участок открытого берега залива Петра Великого.                                                         | На юго-восточном берегу галечный пляж. |
| Прогулочная | Людянза — название бухты до 1972 года: образовано от китайского «лю» — цифра шесть; «дянь» — вершина горы, пик и суффикса «цзы», то есть Шестая горная вершина. Другое название — Кудуа.                                                    |             | Участок открытого берега залива Петра Великого. Между мысом Пассека и мысом Скалистый.                  | Берега бухты скалистые. Пляж «Китайский». |
| Неизвестная | |             | Участок открытого берега залива Петра Великого. Между мысом Скалистый и мысом Тунгус.                   | Вдоль берега возвышаются скалы и лишь местами лежит галька с песком. С морской стороны почти на всём протяжении берега простираются рифы, осыхающие и подводные скалы. |
| Тунгус. Состоит из нескольких бухточек, которые отделены друг от друга скалистыми мысами с лежащими вблизи них камнями и рифами. | Лянгоуай, Лангоуай: от «лань» — родник, разлив воды и «гоу» — падь; ай — берег, утёс, то есть «Родниковая падь». |             | Участок открытого берега залива Петра Великого. Между мысом Тунгус и мысом Лихачёва.                    | Пляжи в основном песчаные, местами встречаются валуны и галька. |
| Попова | Чагабур: название, возможно, китайское. Образовано от «ча» — рукав, развилка, приток; «гоу» — падь; «бу» — пристань и суффикса «эр», то есть Пристань у впадения реки.                                                                      |             | Залив Находка. К северу от мыса Попова.                                                                 | Берега образованы пологими склонами холма Попова. |
| Бухта без названия: состоит из бухточек.                                                                                         | |             | Залив Находка. Между мысом (42°45,0/N, 132°52,4' E) и мысом Мусатова.                                   | Берега бухты преимущественно скалистые. |
| Мусатова | Читуай, Чутувай — название бухты до 1972 года: от китайского «чу» — выдаваться; «тоу» — голова, вершина; «ай» — берег, скала. Искажённый китайский гидроним — Выдающийся (в море) мыс. Переименована по рядом расположенному мысу Мусатова. |             | Залив Находка. К северу от мыса Мусатова.                                                               | В вершине бухты берег низкий и песчаный. |
| Новицкого | Чадауджа, Чатауджо, Читауза — название бухты до 1972 года: от китайского «ча» — развилка, приток, залив; «тоу» — верхушка и суффикса «цзы», то есть Вершина залива.                                                                         |             | Залив Находка. Между мысом Павловского и скалой Бахирева.                                               | Находкинская нефтебаза. |
| Лесная | |             | Залив Находка. Севернее бухты Новицкого.                                                                | При входе в бухту отдельно стоящая скала Лев. |
| Бухточка к югу от мыса Лидерса                                                                                                   | |             | Залив Находка.                                                                                          | |
| Бухточка к югу от мыса Шведова                                                                                                   | |             | Залив Находка.                                                                                          | |
| Находка | Сучан-Шайна (1866) и Туй-хан-швуа (1872). |             | Залив Находка. Между мысом Астафьева и мысом Шефнера.                                                   | Почти на всём протяжении берегов бухты сооружены причалы. |